# Naples Foot-Ball Club 1909-1910
Questa voce raccoglie le informazioni riguardanti il Naples Foot-Ball Club nelle competizioni ufficiali della stagione 1909-1910.

## Stagione
Nella stagione 1909-1910 il Naples F.B.C. disputa il girone meridionale di Seconda Categoria (allora il secondo livello del Calcio italiano), chiamato anche Campionato Meridionale e l'edizione annuale della Lipton Challenge Cup. Il campionato di 2ª Categoria è ufficiale, in quanto organizzato dalla F.I.G.C., mentre non lo è altrettanto la Coppa Lipton; dai dati pervenuti dalle fonti finora possedute il Campionato Meridionale sarebbe stato il primo sovraregionale, a carattere ufficiale, disputato nel Sud Italia.
I celeste-bleu sono, assieme al Foot-Ball Club Bari di Floriano Ludwig, gli unici iscritti meridionali all'edizione 1909-10 di Seconda Categoria; le due formazioni giocano quindi una gara di andata e una di ritorno e a vincere il titolo di campione meridionale sarà la squadra che totalizzerà più punti(su un massimo di quattro; in caso di parità di punteggio le regole federali del tempo prevedono una gara unica di spareggio). Le due compagini si sono già incontrate, in amichevole, il 15 novembre del 1908 a Bagnoli, chiudendo una gara equilibrata sul 3-3.
L'incontro d'andata di Seconda Categoria meridionale, di cui è qui sintetizzata la cronaca scritta sulla Gazzetta dello Sport, si svolge ancora nella pelouse di Bagnoli il 20 febbraio 1910, alla presenza di un nutrito pubblico con buona rappresentanza del gentil sesso; arbitra il signor Spiro Clescovich, presidente della Commissione Regionale campana della FIGC. I biancorossi pugliesi passano in vantaggio, al 10º minuto con Tiberini ma subiscono poi la rimonta dei padroni di casa, che alla chiusura del primo tempo vincono per 2-1 (il goal dell'1-1 avviene su un tiro da distanza di Poths). Dopo alcuni minuti dall'inizio del secondo tempo, il partenopeo Fallert ribatte in rete la palla lanciata su calcio d'angolo da Scarfoglio (3-1) e pochi minuti dopo, il barese Randi accorcia le distanze (3-2) sugli sviluppi di una serie di passaggi precisi. A questo punto i celeste-bleu esercitano un intenso possesso palla e dilagano, portandosi sul 6-2 finale. La Gazzetta pone l'accento sulla prestazione di Fallert (giudicata decisamente positiva), che oltre ad aver effettuato una tripletta ha realizzato l'assist del secondo goal dei napoletani e sulla difesa del FBC Bari, considerata "non buona".
La gara di ritorno, a Bari, è prevista per la settimana successiva (il 27 febbraio) ma le camicie rosse vi rinunciano a causa dell'infortunio del loro capitano, Randi (dando quello che nel gergo calcistico del tempo veniva chiamato "forfait"). Nei giorni seguenti i due club contendenti si accordano per chiedere alla Federazione l'annullamento del forfait e la disputa della gara, ma stando al resoconto di Carlo Fontanelli (storico del Calcio italiano), che da per definitiva la vittoria del Naples per 2-0 a tavolino, evidentemente la richiesta dev'essere stata rifiutata dalla federazione stessa; i campani vincono quindi il piccolo girone meridionale di Seconda Categoria a punteggio pieno.
In Coppa Lipton (nome abbreviato di Lipton Challenge Cup) i celeste-bleu giungono in finale (non sono al momento conosciuti i calendari e risultati delle fasi eliminatorie regionali) con il Palermo Foot-Ball Club, formazione contro cui perdono, nel capoluogo siciliano, l'incontro a turno unico per 4-1.

## Divise
| Manica sinistra · Manica sinistra · Maglietta · Maglietta · Manica destra · Manica destra · Pantaloncini · Calzettoni |

## Rosa[1][2]
| N. |                        | Ruolo | Calciatore               |
| -- | ---------------------- | ----- | ------------------------ |
|    | Italia (bandiera)      | P     | Michele Conforti         |
|    | Italia (bandiera)      | D     | Carlo Garozzo            |
|    | Inghilterra (bandiera) | C     | William Poths (capitano) |
|    | Italia (bandiera)      | A     | Luigi Catterina          |
|    | Inghilterra (bandiera) |       | Fallert                  |
|    | Italia (bandiera)      |       | Fritz Giannini           |

| N. |                        | Ruolo | Calciatore         |
| -- | ---------------------- | ----- | ------------------ |
|    | Svizzera (bandiera)    | D     | Giulio Goss        |
|    | Germania (bandiera)    |       | Heinrich Haaga     |
|    | Inghilterra (bandiera) |       | Hubert Kingdon     |
|    | Italia (bandiera)      |       | Riolo              |
|    | Italia (bandiera)      |       | Michele Scarfoglio |

## Risultati

### Seconda Categoria

#### Andata[1][2][6]
| Arbitro: | Clescovich (Napoli) |

|                                                          |           |                           |
| Poths 25’, 80 ca’ Scarfoglio 40’ , Fallert 60 ca’ 70 ca’ | Marcatori | 10’ Tiberini 55 ca’ Randi |

Formazioni prima giornata
| Naples |            |
|        |            |
| P      | Conforti   |
| D      | Garozzo    |
|        | Goos       |
|        | Giannini   |
|        | Kingdon    |
|        | Haaga      |
|        | Scarfoglio |
|        | Riolo      |
|        | Poths (C)  |
|        | Fallert    |
| A      | Catterina  |

| FBC Bari |            |
|          |            |
| P        | Ludwig     |
| D        | Boccianti  |
|          | Caroli     |
|          | Gallo      |
|          | Roth       |
|          | Attoma     |
|          | Cramarossa |
|          | Kuton      |
|          | Randi (C)  |
|          | Buffalini  |
| A        | Tiberini   |

#### Ritorno[1]
| Bari 27 febbraio 1910 2ª giornata | Bari FBC | 0 – 2 Vittoria al Naples, 2-0 a tavolino per forfait del FBC Bari | Naples |  |

### Lipton Challenge Cup
| Palermo 1910 Finale | Palermo | 4 – 1 | Naples | campo Varvaro |

## Statistiche

### Statistiche di squadra
| Competizione      | Punti | In casa | In casa | In casa | In casa | In casa | In casa | In trasferta | In trasferta | In trasferta | In trasferta | In trasferta | In trasferta | Totale | Totale | Totale | Totale | Totale | Totale | DR |
| Competizione      | Punti | G       | V       | N       | P       | Gf      | Gs      | G            | V            | N            | P            | Gf           | Gs           | G      | V      | N      | P      | Gf     | Gs     | DR |
| ----------------- | ----- | ------- | ------- | ------- | ------- | ------- | ------- | ------------ | ------------ | ------------ | ------------ | ------------ | ------------ | ------ | ------ | ------ | ------ | ------ | ------ | -- |
| Seconda Categoria | 4     | 1       | 1       | 0       | 0       | 6       | 2       | 0            | 1            | 0            | 0            | 2            | 0            | 1      | 2      | 0      | 0      | 8      | 2      |    |
| Coppa Lipton      | -     | 0+      | -       | -       | -       | -       | -       | 1+           | 0+           | 0+           | 1+           | 1+           | 4+           | 1+     | 0+     | 0+     | 1+     | 1+     | 4+     |    |
| Totale            | -     | 1+      | 1+      | 0+      | 0+      | 6+      | 2+      | 1+           | 1+           | 0+           | 1+           | 3+           | 4+           | 2+     | 2+     | 0+     | 1+     | 9+     | 6+     |    |

### Statistiche dei giocatori
| Giocatore     | Seconda Categoria | Seconda Categoria | Coppa Lipton | Coppa Lipton | Totale   | Totale |
| Giocatore     | Presenze          | Reti              | Presenze     | Reti         | Presenze | Reti   |
| ------------- | ----------------- | ----------------- | ------------ | ------------ | -------- | ------ |
| Catterina     | 1                 | 1                 | ?            | ?            | 1+       | 1+     |
| Conforti      | 1                 | -2                | ?            | ?            | 1+       | -2+    |
| Fallert       | 1                 | 3                 | ?            | ?            | 1+       | 3+     |
| C. Garozzo    | 1                 | 0                 | ?            | ?            | 1+       | 0+     |
| Giannini      | 1                 | 0                 | ?            | ?            | 1+       | 0+     |
| Goos          | 1                 | 0                 | ?            | ?            | 1+       | 0+     |
| Kingdon       | 1                 | 0                 | ?            | ?            | 1+       | 0+     |
| Haaga         | 1                 | 0                 | ?            | ?            | 1+       | 0+     |
| W. Poths      | 1                 | 2                 | ?            | ?            | 1+       | 2+     |
| Riolo         | 1                 | 0                 | ?            | ?            | 1+       | 0+     |
| M. Scarfoglio | 1                 | 1                 | ?            | ?            | 1+       | 1+     |

### Formazione riserve[10]
- Campionato: Terza Categoria 1909-1910 - girone campano

#### Statistiche dei giocatori[11]
| Giocatore | Seconda Categoria | Seconda Categoria |
| Giocatore | Presenze          | Reti              |
| --------- | ----------------- | ----------------- |
| H. Bayon  | 1                 | ?                 |
| Bruschini | 1                 | ?                 |
| Capocci   | 4                 | ?                 |
| Caristo   | 1                 | ?                 |
| Coci      | 1                 | ?                 |
| Croci     | 1                 | ?                 |
| D. Pezzo  | 2+                | ?                 |
| Folcks    | 1+                | ?                 |
| Giolini   | 1+                | ?                 |
| Lau       | 1+                | ?                 |
| G. Little | 1+                | ?                 |
| Pascale   | 1+                | ?                 |
| Sofia     | 1+                | -0                |
| Valle     | 2+                | ?                 |